# Bodotria spinifera
Bodotria spinifera is een zeekommasoort uit de familie van de Bodotriidae. De wetenschappelijke naam van de soort is voor het eerst geldig gepubliceerd in 1986 door Gamo.